# Roupala
Roupala är ett släkte av tvåhjärtbladiga växter. Roupala ingår i familjen Proteaceae.

## Dottertaxa tillRoupala, i alfabetisk ordning[1]
- Roupala asplenioides
- Roupala barnettiae
- Roupala brachybotrys
- Roupala caparoensis
- Roupala cearaensis
- Roupala colombiana
- Roupala complicata
- Roupala consimilis
- Roupala cordifolia
- Roupala dielsii
- Roupala elegans
- Roupala ferruginea
- Roupala filiflora
- Roupala gertii
- Roupala glaberrima
- Roupala gracilis
- Roupala jelskii
- Roupala longipetiolata
- Roupala loranthoides
- Roupala lucens
- Roupala mayana
- Roupala meisneri
- Roupala mexicana
- Roupala minima
- Roupala monosperma
- Roupala montana
- Roupala nitida
- Roupala nonscripta
- Roupala obovata
- Roupala obtusata
- Roupala pachypoda
- Roupala pallida
- Roupala paulensis
- Roupala percoriacea
- Roupala pinnata
- Roupala plinervia
- Roupala princeps
- Roupala pseudocordata
- Roupala psilocarpa
- Roupala schulzii
- Roupala sculpta
- Roupala sessiliflora
- Roupala sororopana
- Roupala sphenophylla
- Roupala spicata
- Roupala steinbachii
- Roupala suaveolens
- Roupala thomesiana
- Roupala tobagensis